# Mendhoo
Mendhoo is een van de onbewoonde eilanden van het Baa-atol behorende tot de Maldiven.